# سارا نیمی
سارا نیمی (انگلیسی: Saara Niemi؛ زادهٔ ۱ ژانویهٔ ۱۹۸۶) بازیکن هاکی روی یخ اهل فنلاند است.